# 技術文檔
技术文档是一種描述技术产品或正在开发或已投入使用的产品的功能和结构的文档。产品技术文档的讀者包括终端用户以及技术維護人员。有些技术公司會讓技术写作人员負責将產品开发阶段公司撰寫的技術文檔翻译成用戶更易读的文章。